# Nsoatreman Football Club
Le Nsoatreman Football Club est un club de football situé à Nsoatre dans la Région du Bono au Ghana. Le club joue en première division du Ghana.

## Histoire
Le Nsoatreman FC est fondé en 2021, aidé par ses fondateurs, d'anciens sportifs, des hommes d'affaires et des politiques le club dispose d'un complexe sportif à côté de son stade et affiche de grandes ambitions. 
Dès sa première saison, en deuxième division, le club termine à la première place et gagne sa promotion en Premier League du Ghana. Lors de sa première saison 2022-2023 dans l'élite le club termine à la 13e place et arrive en demi-finale de la Coupe du Ghana.
Lors de la saison 2023-2024 le Nsoatreman FC termine à la 4e place à un point du podium, mais remporte la Coupe nationale aux tirs au but. Ce premier trophée qualifie le club pour la Coupe de la confédération 2024-2025, où il sera éliminé au deuxième tour par les Algériens du CS Constantine.
En mars 2025, en cours de championnat le club se retire de la compétition à la suite de problèmes de sécurité.